# Pseudoeconesus hudsoni
Pseudoeconesus hudsoni is een schietmot uit de familie Oeconesidae. De soort komt voor in het Australaziatisch gebied.